# Universitat de Göteborg
La Universitat de Göteborg (oficialment i en suec: Göteborgs universitet) és una universitat de la segona ciutat més gran de Suècia, Göteborg. Fundada el 1891, la universitat és la tercera més antiga de les actuals universitats sueques i compta amb 37.000 estudiants i 6.000 treballadors, sent una de les universitats més grans dels països nòrdics. La Universitat de Göteborg es troba ben posicionada en els rànquings nacionals i globals i normalment se situa entre les millors del món en ciències de la vida i medicina.

### Rectors
- 1891 Axel Kock
- 1891–1893 Hjalmar Edgren
- 1893–1899 Johannes Paulson
- 1899–1909 Johan Vising
- 1909–1914 Ludvig Stavenow
- 1914–1931 Otto Sylwan
- 1931–1936 Bernhard Karlgren
- 1936–1951 Curt Weibull
- 1951–1966 Hjalmar Frisk
- 1966–1972 Bo Eric Ingelmark
- 1972–1982 Georg Lundgren
- 1982–1986 Kjell Härnqvist
- 1986–1992 Jan S. Nilsson
- 1992–1997 Jan Ling
- 1997–2003 Bo Samuelsson
- 2003–2006 Gunnar Svedberg
- 2006–2017 Pam Fredman
- 2017– Eva Wiberg